# Ophiodes fragilis
Ophiodes fragilis là một loài thằn lằn trong họ Anguidae. Loài này được Raddi mô tả khoa học đầu tiên năm 1826.